# مورنو هوفلند
مورنو هوفلند (هلندی: Moreno Hofland؛ زادهٔ ۳۱ اوت ۱۹۹۱) دوچرخه‌سوار اهل هلند است.
از باشگاه‌هایی که در آن رکاب زده‌است می‌توان به تیم لوتوان‌ال–یومبو، تیم دوچرخه‌سواری رابوبانک دولوپمنت، و تیم لوتو–سودال اشاره کرد.
وی در مسابقات کشوری و بین‌المللی در مجموع برندهٔ ۱ مدال برنز شده‌است.